# Anacamptodes rufaria
Anacamptodes rufaria là một loài bướm đêm trong họ Geometridae.